# Kuzmič
Kuzmič je 1.460. najbolj pogost priimek  v Sloveniji, ki ga je po podatkih Statističnega urada Republike Slovenije na dan 31. decembra 2007 uporabljalo 277. oseb in na dan 1. januarja 2010 prav tako 277. oseb. Priimek se najpogosteje pojavlja v pomurski regiji.

## Znani slovenski nosilci priimka
- Brane Kuzmič, avtomobilist dirkač (reli voznik), inštruktor varne vožnje
- Mihael Kuzmič (1942 - 2005), protestantski teolog in publicist
- Nataša Kuzmič, strokovnjakinja za komuniciranje
- Peter Kuzmič (*1946), protestantski teolog
- Franc Kuzmič (1952 - 2018), bibliotekar, muzeolog, cerkveni zgodovinar, pastor
- Robert Kuzmič, direktor Iskratela

## Znani tuji nosilci (ruski patronimik - Kuzmič iz imena Kuzma)
- Viktor Kuzmič Abalakin (1930 - 2018), ruski astronom
- Fjodor Kuzmič Sologub (pravo ime Fjodor Kuzmič Teternikov) (1863 – 1927), ruski pisatelj
- Jegor Kuzmič Ligačov (1920 - 2021), ruski sovjetski politik
- itd.